# Chiesa di Sant'Andrea della Zirada
La chiesa di Sant'Andrea della Zirada è un edificio religioso della città di Venezia, situato nel sestiere di Santa Croce e già sede di un monastero.

## Storia
Nel 1329 alle quattro nobildonne Francesca Corraro, Elisabetta Gradenigo, Elisabetta Soranzo e Maddalena Malipiero fu concesso di fondare un'abbazia sul luogo chiamato Cao de Zirada. Nonostante l'opposizione delle vicine religiose di Santa Chiara, nel 1331 furono inaugurati i lavori. Nel 1346 le due benefattrici e altre seguaci diedero vita al monastero, abbracciando la regola di Sant'Agostino. Sottoposte al patronato del Doge di Venezia, la loro opera consisteva nello sfamare le bisognose, ma dal 1684 ebbero solo l'obbligo di accogliere tre converse l'anno senza l'esborso di dote.
Secondo le cronache, la chiesa fu edificata nella prima metà del Trecento con i finanziamenti della famiglia Bonzio. Venne profondamente restaurata nel 1475, riconsacrata nel 1502 dall'arcivescovo di Corinto Giulio Brocchetta e rimaneggiata internamente nel Seicento. Subì altri interventi anche nei secoli successivi, ma mantenne la facciata gotica originale.
Il monastero fu in seguito soppresso e in gran parte demolito, mentre la chiesa, divenuta sussidiaria di parrocchiale, è consacrata ma non aperta al culto.
Nel primo Novecento le furono addossati gli edifici di piazzale Roma, deturpandone ulteriormente il contesto, del tutto stravolto; dal 2009 inoltre le passa accanto, su infrastruttura sopraelevata, la monorotaia del People Mover.

## Descrizione
Interessante l'ingresso con il portale in pietra d'Istria. L'interno è costituito da una singola navata con soffitto ribassato; sopra l'ingresso vi è un coro pensile ("barco") seicentesco, con colonne trecentesche e barbacani gotici. Le opere di maggior pregio sono un Cristo morto tra San Carlo Borromeo e degli angeli di Domenico Tintoretto, un Sant'Agostino con due angeli di Paris Bordon e un San Girolamo di Paolo Veronese.

### Esterno

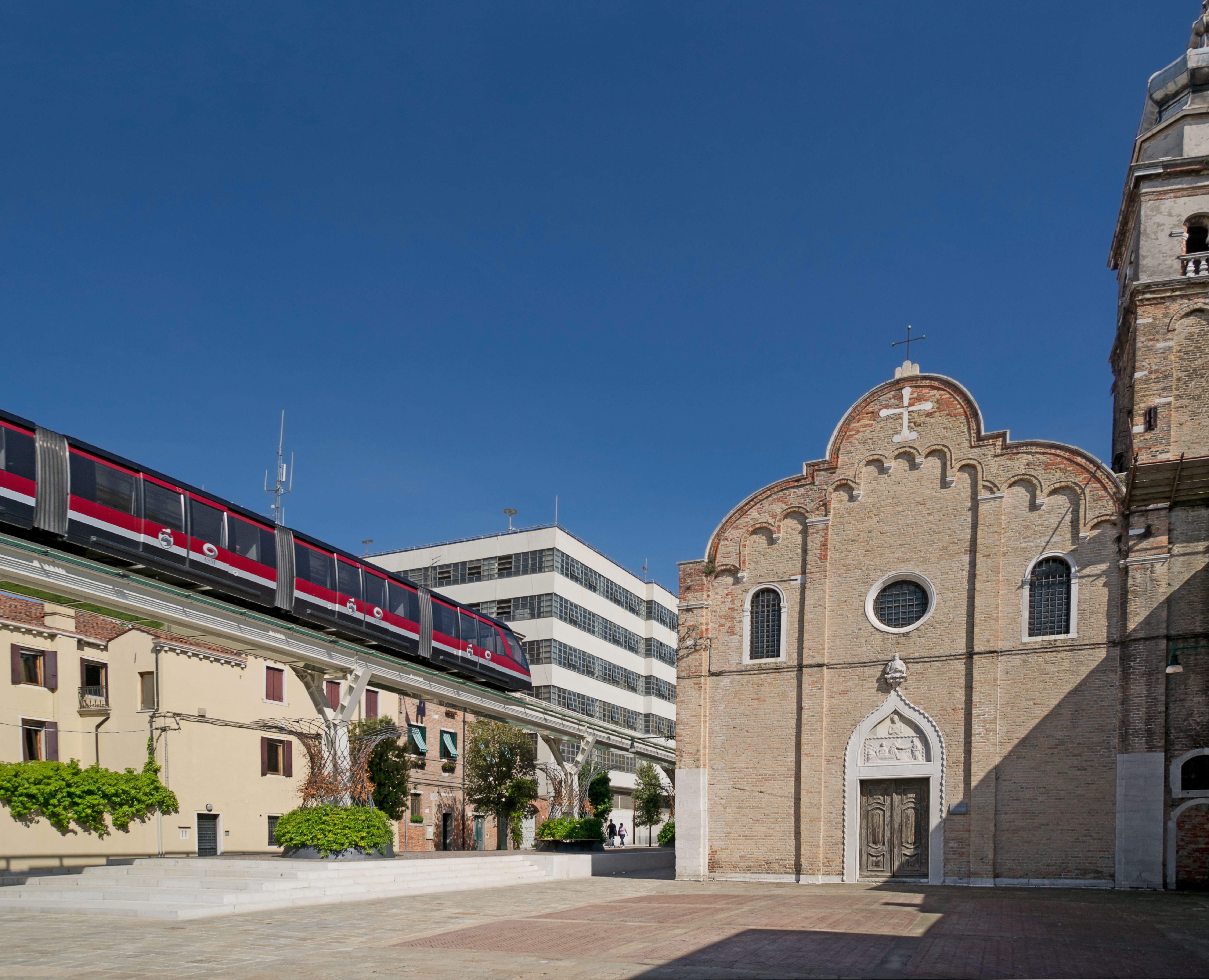
Campo Sant'Andrea e Sistema ettometrico.
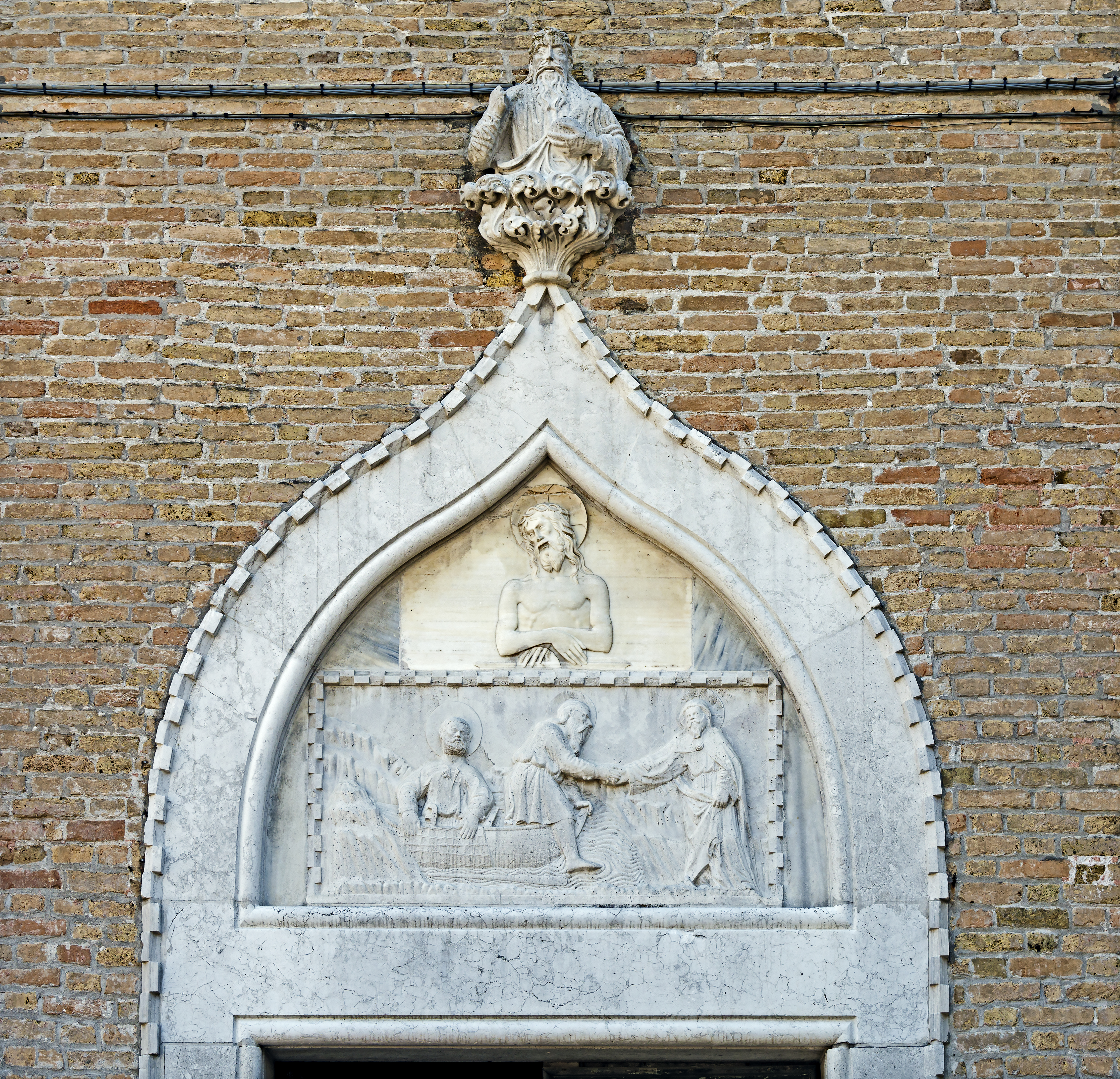
L’ogiva sopra il portale contiene due bassorilievi del XIV secolo

### Interno

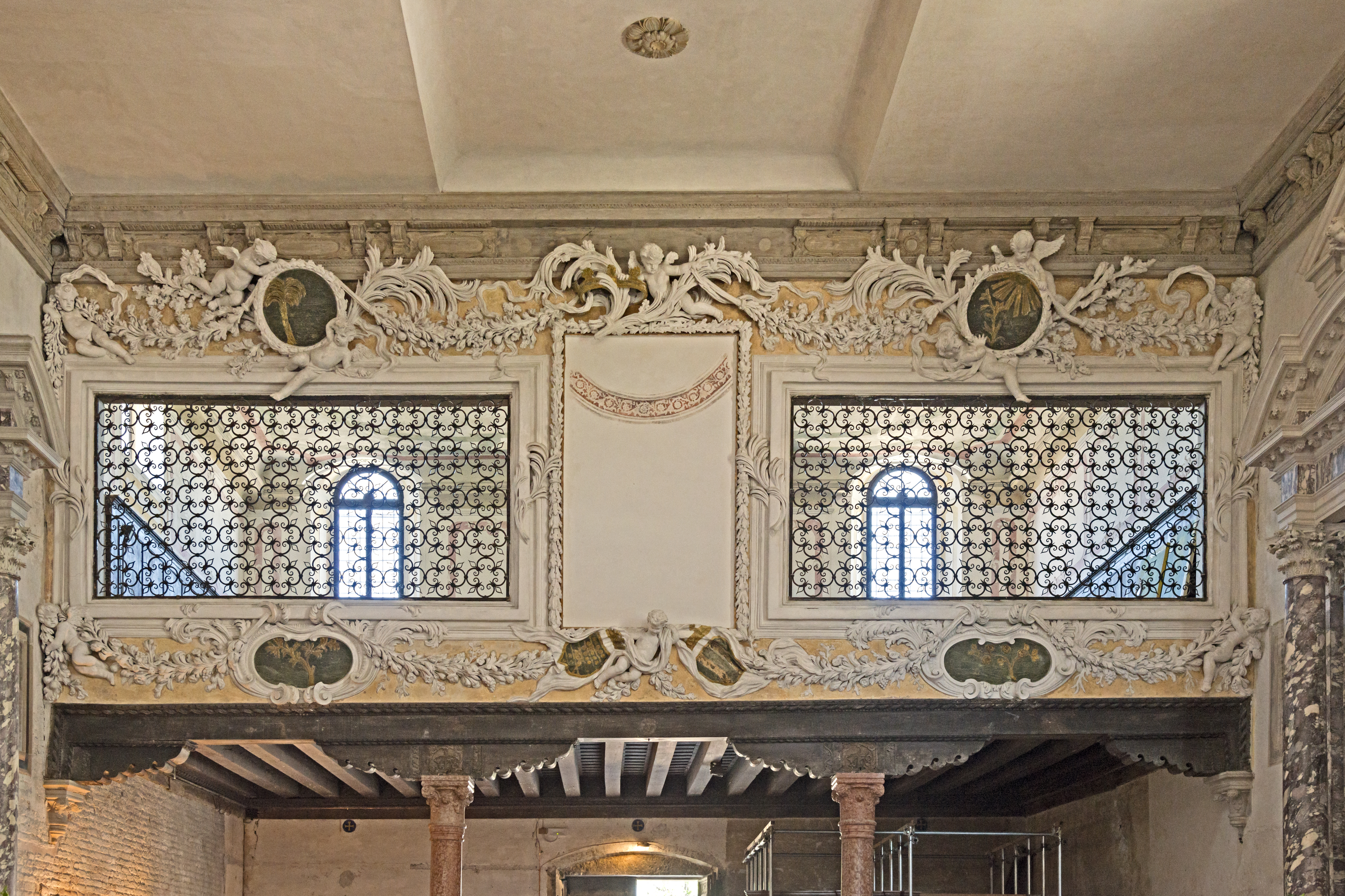
Coro pensile ("barco")
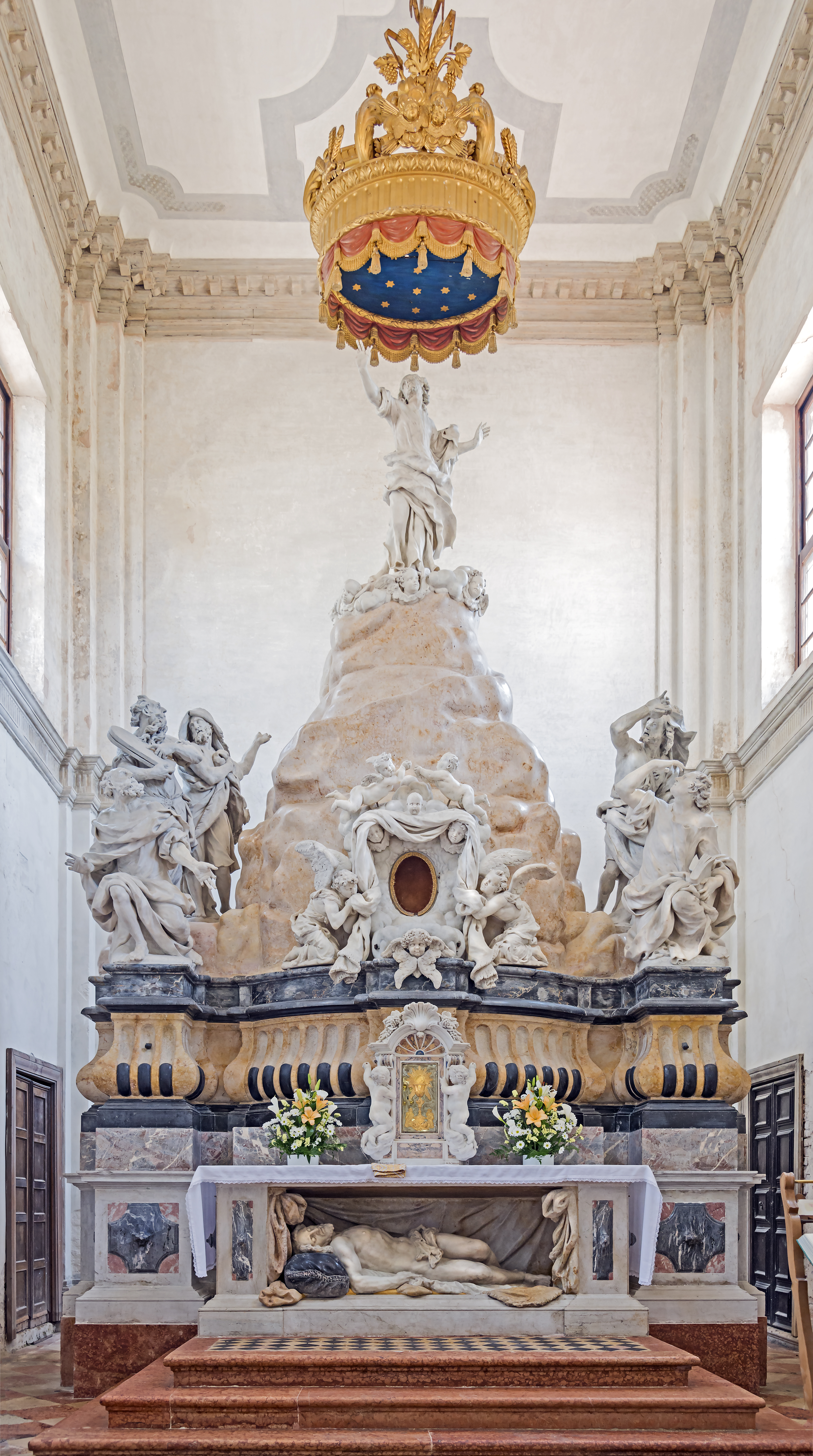
Trasfigurazione di Cristo
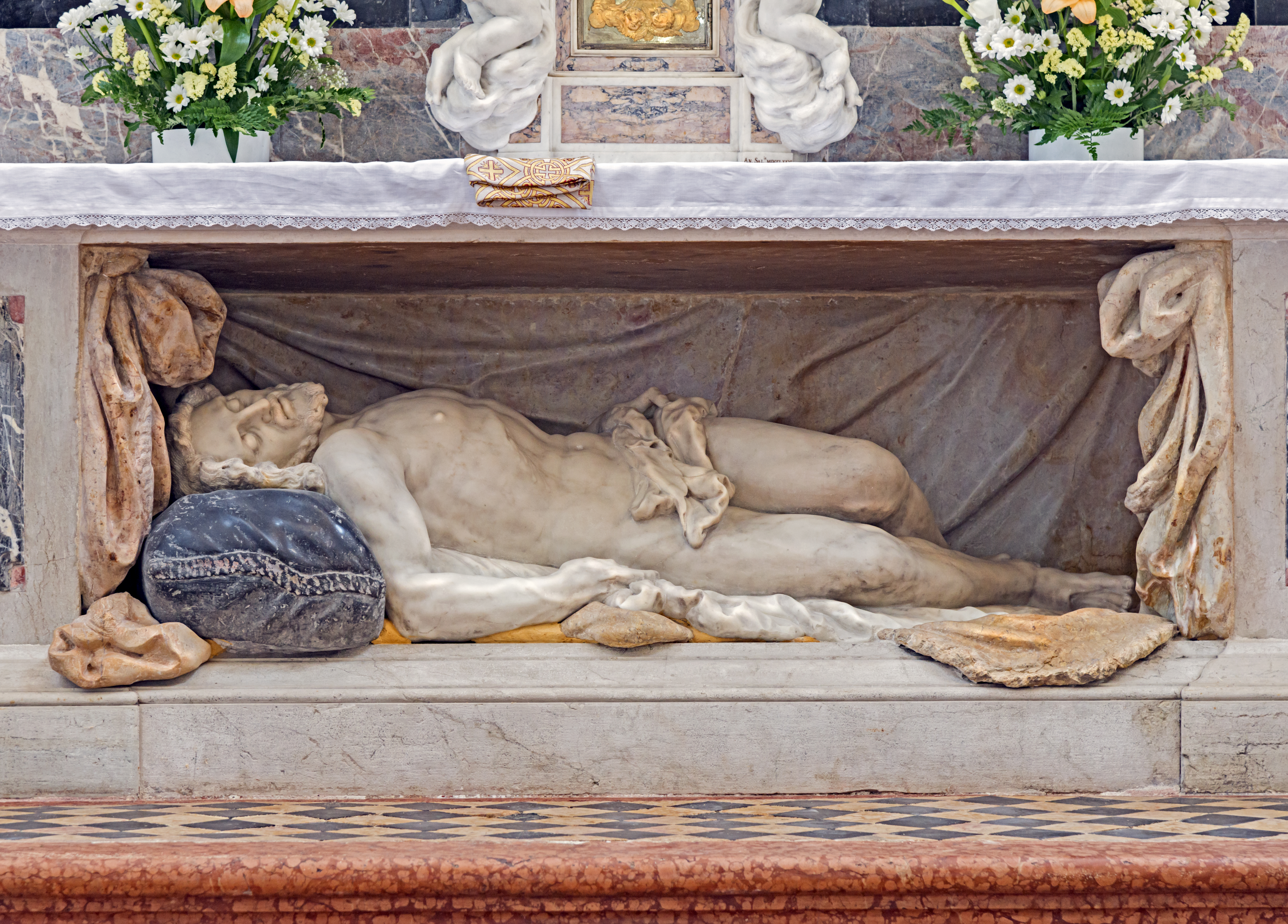
Particolare di Altare maggiore.
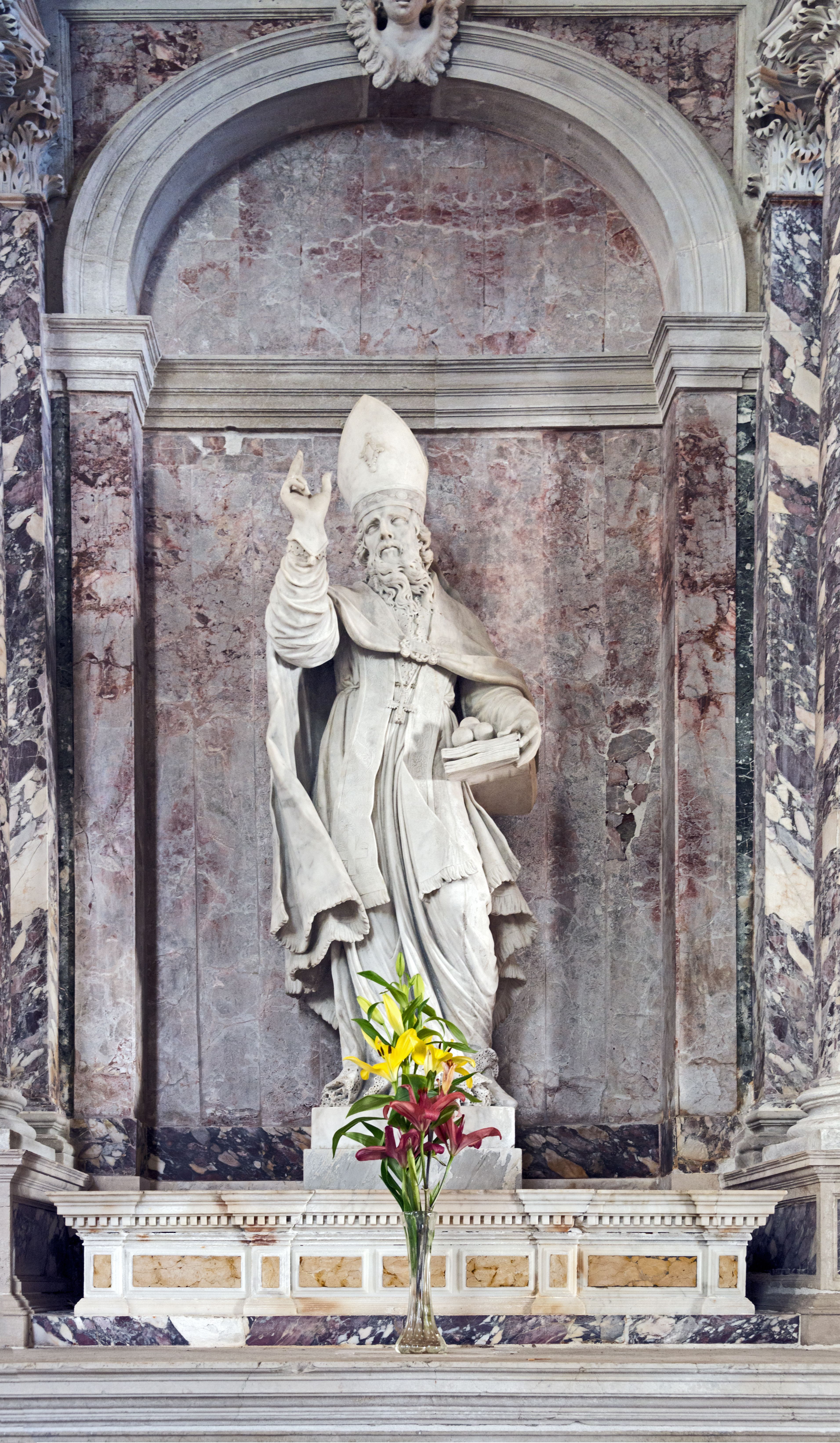
San Nicolò (secolo XVIII)
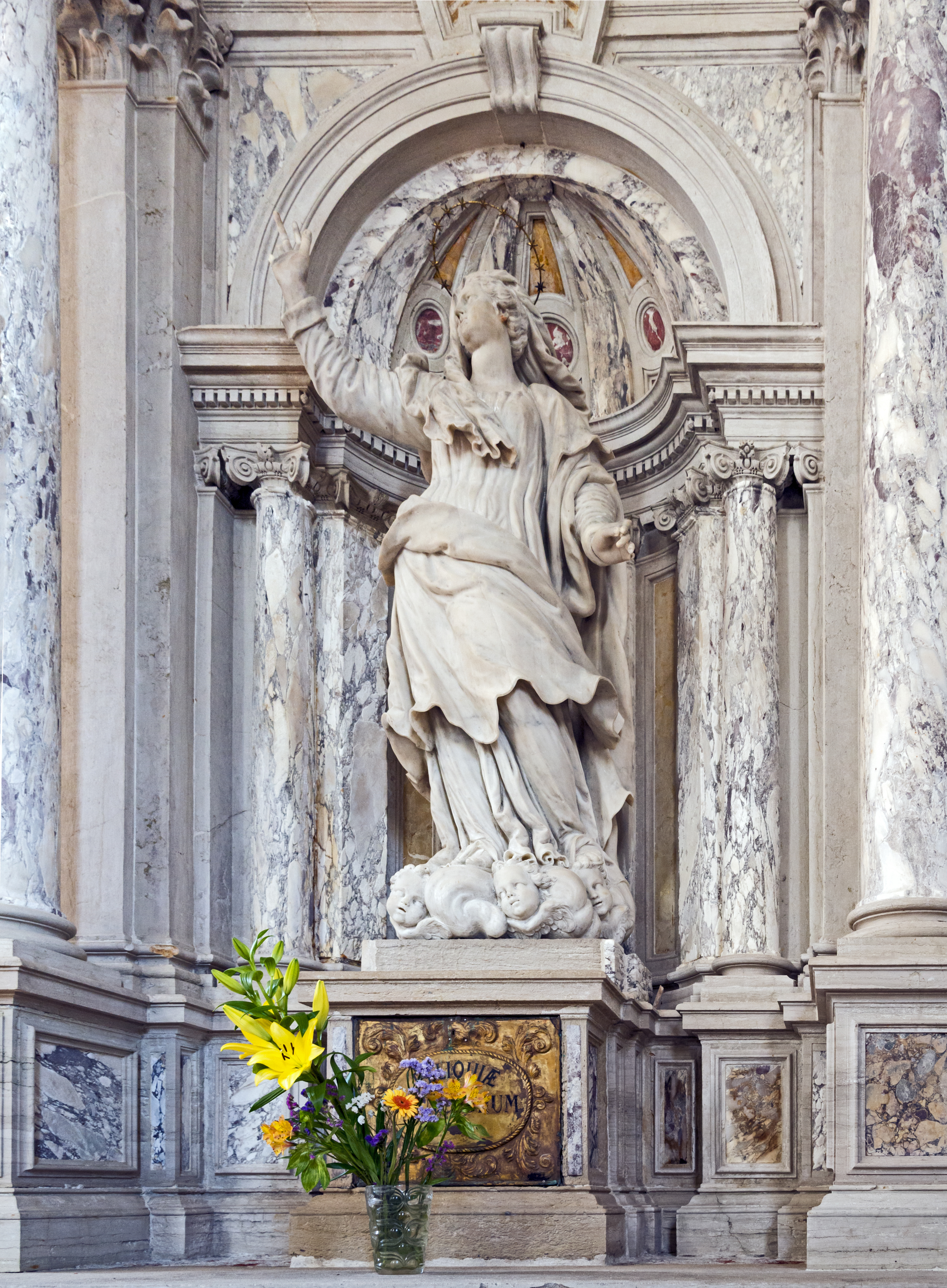
Maria di Cleofa
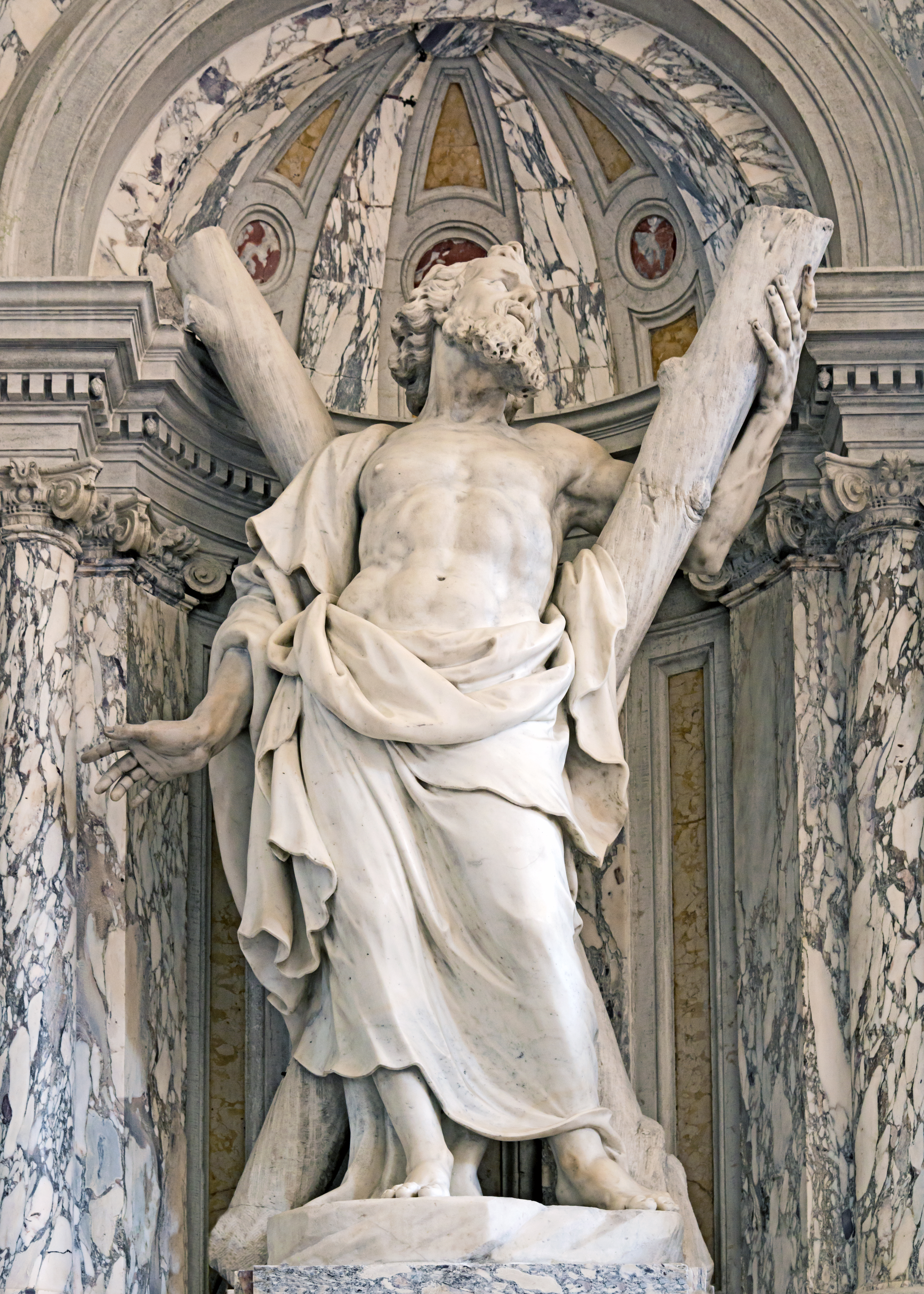
Statua marmorea Sant'Andrea (XVIII secolo).
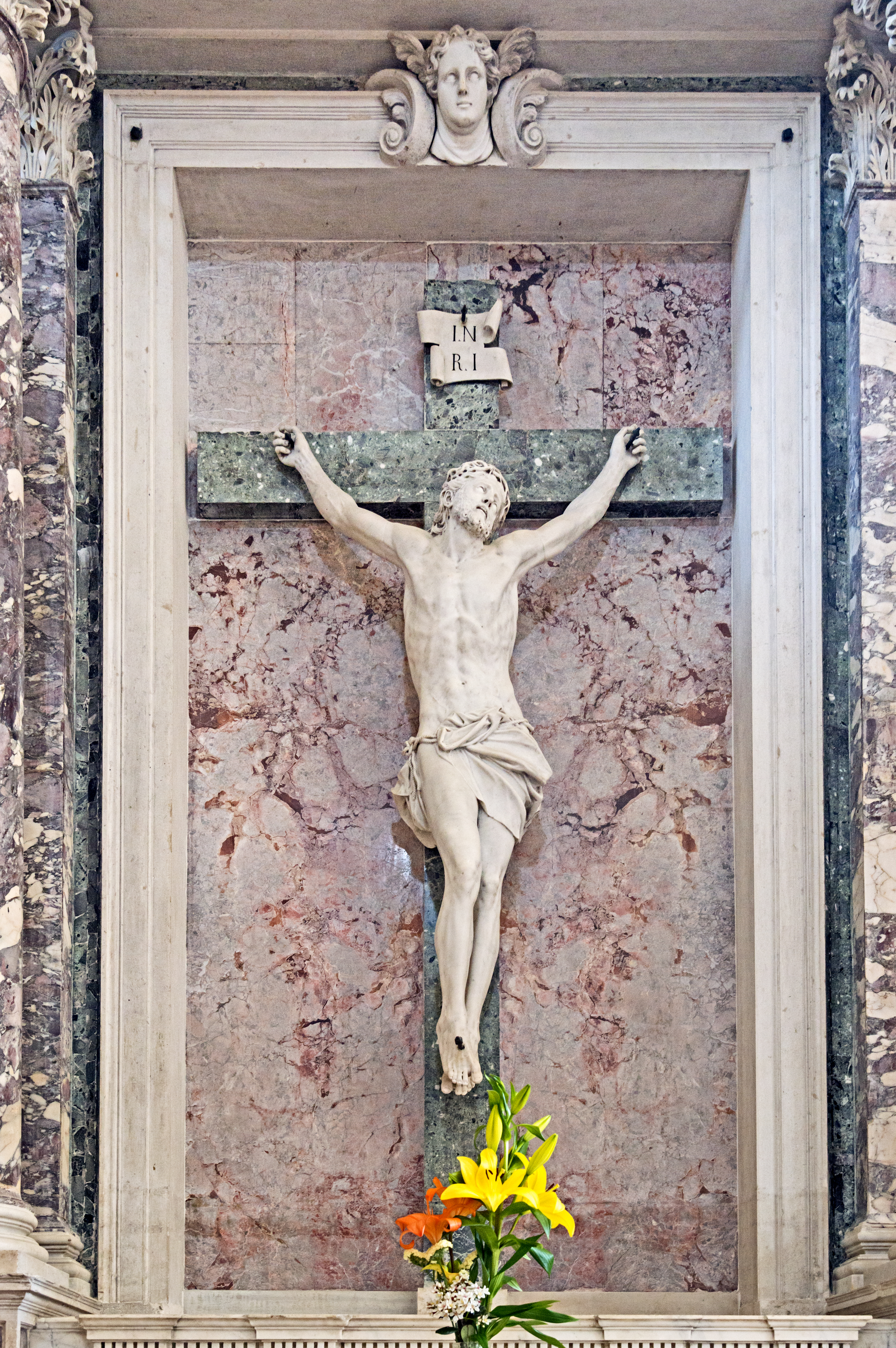
Statua marmorea Crocefisso (XVIII secolo)
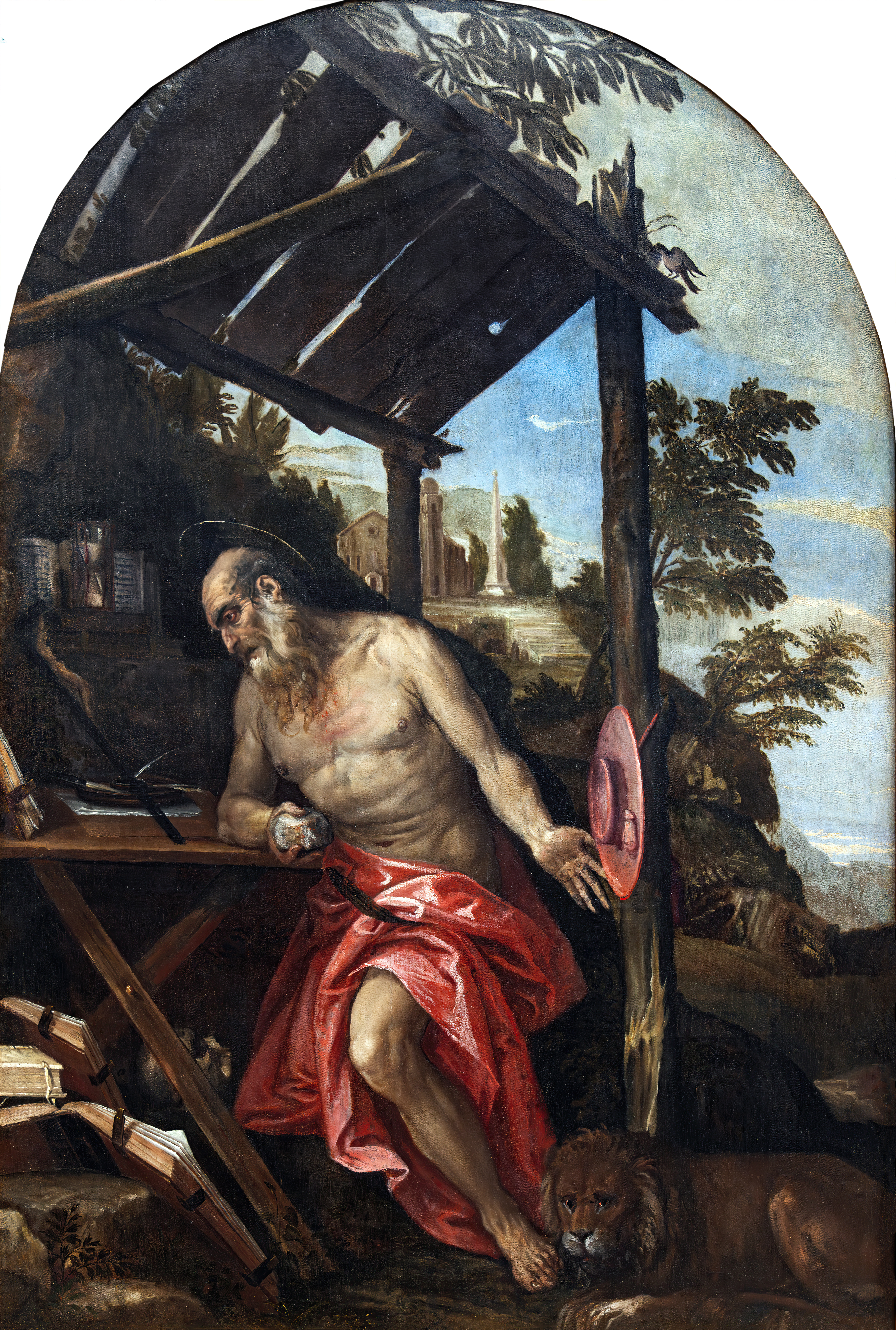
San Girolamo, Ca 1580, Paolo Veronese